# Jose Antonio (manzana)
Jose Antonio es una  variedad cultivar de manzano (Malus domestica). Esta manzana es originaria de Galicia, está cultivada en la colección de árboles frutales y banco de germoplasma de Mabegondo con el Nº 17; ejemplares procedentes de esquejes localizados en Santaia de Liáns, parroquia del municipio de Oleiros (La Coruña).

## Sinónimos
- "Manzana Jose Antonio",[5][6]
- "Maceira Jose Antonio"
- "Mazá Xosé Antón".[7]

## Características
El manzano de la variedad 'José Antonio' tiene un vigor elevado. Tamaño grande y porte erguido.
Época de inicio de brotación a partir del 10 de abril y de floración a partir de 3 de mayo.
Las hojas tienen una longitud del limbo de tamaño medio, con la máxima anchura del limbo media. Longitud de las estípulas media y la máxima anchura de las estípulas es desconocido. Denticulación del borde del limbo es serrado, con la forma del ápice del limbo acuminado y la forma de la base del limbo es obtuso. Con subestípulas presentes.
Sus flores tienen una longitud de los pétalos media, anchura de los pétalos es ancha, disposición de los pétalos en contacto entre sí, con una longitud del pedúnculo larga.
La variedad de manzana 'José Antonio' tiene un fruto de tamaño medio, de forma plana-globosa, de color bicolor, con chapa de a rayas, e intensidad fuerte. Epidermis de textura suave con pruina en su superficie, y con presencia de cera débil. Sensibilidad al "russeting" (pardeamiento áspero superficial que presentan algunas variedades)  muy poco sensible. Con lenticelas de tamaño mediano.
Los sépalos están dispuestos de forma parcialmente replegados, superpuestos en su base; fosa calicina poco profunda de una anchura media. Pedúnculo de grosor medio y de longitud corto, siendo la cavidad peduncular poco profunda y de anchura estrecha. Con pulpa de color blanco-amarilla, de firmeza es intermedia y textura intermedia; su jugosidad es intermedia con sabor de acidez media-baja con dulzor medio-bajo, y aromática.
Época de maduración y recolección a partir del 1 de octubre. 'José Antonio' es una manzana que se utiliza como fruta de mesa.

## Susceptibilidades
- Oidio: ataque débil
- Moteado: no presenta
- Raíces aéreas: no presenta
- Momificado: no presenta
- Pulgón lanígero: no presenta
- Pulgón verde: ataque débil
- Araña roja: no presenta
- Chancro: no presenta[4]